# Andrea Rioja
Andrea Rioja (Arampampa,Potosí; circa 1862- 1927) fue una pionera boliviana de la Cruz Roja, participó como enfermera durante la Guerra del Pacífico dando auxilio a los combatientes del ejército boliviano; junto a Ignacia Zeballos fueron las primeras enfermeras bolivianas en utilizar el emblema de la Cruz Roja Internacional. La Cruz Roja Boliviana se fundó en la ciudad de La Paz en el 1917 por el Dr. Juan Manuel Balcázar

## Biografía
Nació en Arapampa, Potosí, quedando huérfana de madre a muy temprana edad, viajó a Pisagua con su padre cerca de 1876, durante la guerra su padre murió en la defensa de Pisagua quedando sola, pasó a formar  y organizó “Las Enfermeras de la Guerra del Pacífico” bajo el nombre de Ambulancia, participando como tal en las batallas de San Francisco, Alto de la Alianza en Tacna y Tarapacá, tras la batalla de Tacna regresó caminando a Arampampa, atravesando la cordillera y los desiertos aledaños.
Se casó posteriormente con José Bilbao Pastor, teniendo cuatro hijos, Bernardino Bilbao Rioja, héroe de la Guerra del Chaco; Daniel Bilbao Rioja, médico; Eustaquio Bilbao Rioja, coronel y héroe de guerra y  Napoleón Bilbao Rioja, odontólogo.
Falleció a la edad de 75 años, su funeral contó con honores militares. 
Finalmente el Dr. Juan Manuel Balcázar, a la edad de 23 años, ya médico graduado, siendo profesor de historia natural y ciencias, en el Liceo Venezuela, de la ciudad de La Paz, el 15 de mayo de 1917, funda la Cruz Roja Boliviana (CRB).

## Reconocimientos
Fue declarada “Mujer meritoria de la Campaña del Pacífico” el 20 de mayo de 1930, mediante Decreto Supremo, durante la  presidencia de  Hernando Siles. 